# Barnyard - Il cortile
Barnyard - Il cortile (Barnyard) è un film d'animazione del 2006 diretto da Steve Oedekerk. La pellicola è realizzata in grafica computerizzata ed è prodotta dalla Nickelodeon e dalla Paramount Pictures nel 2006. Il film è uscito nelle sale americane il 4 agosto 2006 e in Italia il 23 febbraio 2007.

## Trama
Un bue di nome Otis passa tutto il tempo a fare scherzi con alcuni i suoi migliori amici: Pig il maiale, Pip il topo, Peck il pollo e Freddy il furetto, nonostante riceva continuamente dei rimproveri dal suo severo padre Ben, il leader del cortile. Una sera, di nascosto agli umani, tutti gli animali della fattoria organizzano degli spettacoli nel granaio. Nel frattempo però, il pollaio viene attaccato da un branco di coyote, che sono nemici mortali di Ben e di tutti gli animali. L'anziano toro interviene appena in tempo, ma durante il combattimento, viene preso a morsi e graffi dai coyote. Sebbene abbia trionfato su di loro, Ben si è procurato delle gravi ferite dai coyote e una delle galline avvisa Otis e lui corre da suo padre, che muore davanti a lui. Dopo la morte di Ben, Otis viene eletto come nuovo leader del cortile, ma non prende seriamente l'impegno e continua a divertirsi con i suoi amici e fare feste nel granaio.
Ma una sera, mentre vede i coyote dirigersi verso la fattoria, Otis corre verso di loro e cerca di fermarli, ma Dag, il capo dei coyote, lo spaventa e dopo averlo riconosciuto come il figlio di Ben, gli impone di non intervenire quando deprederanno il pollaio e se gli dovesse venire un "attacco di coraggio" lui e il suo branco uccideranno tutti gli animali del cortile. Disperato e scoraggiato, Otis decide di lasciare il cortile, ma alla fine i suoi amici lo esortano a non arrendersi. Allo stesso tempo però, il toro deve ancora fare i conti con i coyote, che hanno rapito tutte le galline e le hanno portate nel loro covo.
Otis e i suoi amici lottano contro i coyote con tutte le loro forze e dopo una lotta rocambolesca, riescono a sconfiggerli e a metterli in fuga. Dopo aver sopraffatto Dag, Otis si appresta ad ucciderlo, ma poi decide di risparmiarlo e gli ordina di non farsi vedere mai più e lo sconfigge definitivamente. Mentre tutti gli animali tornano alla fattoria, Daisy, una mucca arrivata da poco nella fattoria insieme a una sua amica, dà alla luce un figlio, di cui Otis diventerà il padre adottivo, e lo chiama Ben, come il defunto padre del toro. La storia si conclude con Otis, finalmente maturo, che decide di diventare il nuovo leader del cortile e che promette a tutti gli animali della fattoria di proteggerli finché lui ci sarà.

## Personaggi
- Otis: è il protagonista del film. È un bue immaturo che passa le giornate perdendo tempo con i suoi amici Pig, Pip, Peck e Freddy. Quando però il padre Ben muore, Otis diventa il leader del cortile al suo posto e alla fine della vicenda sconfigge Dag e diventa serio e maturo e accetta il suo ruolo, diversamente da prima.
- Ben: è il padre di Otis e leader del cortile. Viene ucciso dai coyote, capitanati da Dag, nel tentativo di proteggere il pollaio.
- Pig: è un maiale e uno dei dispettosi amici di Otis. Ama sporcarsi nel fango e mangiare mele.
- Pip: è un topo che parla con un forte accento spagnolo ed è il miglior amico di Otis. È innamorato di Bessie, che però non lo ricambia.
- Peck: è un pollo che non riesce a fare il proprio verso. È uno degli amici di Otis e il migliore amico di Freddy. Durante la lotta finale riuscirà a fare il verso del gallo per avvertire Otis dell'attacco alle spalle del crudele Dag.
- Freddy: è un furetto nevrotico e nervoso ed anche il migliore amico di Peck. A volte gli viene l'istinto di mangiarselo, ma riesce sempre a trattenersi.
- Daisy: è una mucca dolce e amichevole, giunta nella fattoria insieme alla sua amica Bessie dopo essere sopravvissute a un nubifragio che ha ucciso tutta la loro mandria. Alla fine le nasce un figlio chiamato Ben, come il nome del defunto padre di Otis.
- Dag: è un coyote e il principale antagonista del film. È il responsabile della morte di Ben, nel tentativo di dominare insieme alla sua banda di coyote (di cui è il capo) il pollaio. Inoltre, Dag conosce Otis e durante il loro primo incontro si diverte ad umiliarlo sadicamente mentre il suo branco lo accerchia e il bue si ritrova paralizzato dalla paura , al tempo stesso gli impone anche di non fare l'eroe quando tornerà con il suo branco , in caso contrario tutti gli animali del cortile moriranno . Quando poi i coyote vengono sconfitti, Otis riesce a sopraffare Dag prima che il coyote lo uccida in modo sleale (colpendolo alle spalle), e gli impone di non farsi vedere mai più.
- Bessie: è un'amica di Daisy, dal carattere bisbetico e sarcastico, ma in fondo buono. Pip è innamorato di lei senza essere ricambiato.
- Ben jr.: compare solo alla fine del film. È il figlio adottivo di Otis e il figlio naturale di Daisy.
- Miles: è un anziano e saggio asino a cui Ben era molto fedele. Quando il contadino scopre che gli animali della fattoria ballano, Miles lo prende a calci con la speranza di fargli perdere la memoria.
- Eddy, Igg e Bud: sono tre tori dell'Argentina che amano fare scherzi insieme a Otis; una notte, il gruppo fuggì con l'auto dei vicini del fattore, la notizia venne trasmessa in telegiornale pensando che fossero minorenni alla guida.

## Colonna sonora
1. North Mississippi Allstars – Mud – 2:30
2. Hittin' the Hay – North Mississippi Allstars (feat. Les Claypool) – 2:23
3. Kevin James e North Mississippi Allstars – Down on the Farm (They All Ask for You) – 1:12
4. Sam Elliott – I Won't Back Down – 2:12
5. North Mississippi Allstars – 2StepN – 2:46
6. North Mississippi Allstars – Hillbilly Holla – 3:25
7. The Bo Keys – Kick It – 2:33
8. Father, Son – Peter Gabriel – 4:56
9. Bobby McFerrin e Russell Ferrante – Freedom Is a Voice – 4:17
10. Popsickle – Starlight Mints – 3:01
11. Wild and Free – Rednex – 3:37
12. Shaggy – Boombastic – 4:06

Il film contiene altre canzoni come Do Your Thing dei Basement Jaxx, You Gotta Move degli Aerosmith, Sister Rosetta degli Alabama 3, Truck Song e Slow Ride di Paul D. Calder e The Barnyard Dance di Lewis Arquette & Family e nei contenuti speciali c'è la nuova canzone di Barnyard Pop.

## Serie TV
Dal film è stata tratta una serie animata di due stagioni intitolata Barnyard - Ritorno al cortile.